# Carea flavidirubra
Carea flavidirubra är en fjärilsart som beskrevs av George Francis Hampson 1918. Carea flavidirubra ingår i släktet Carea och familjen trågspinnare. Inga underarter finns listade i Catalogue of Life.